# Agustín de Iturbide y Green

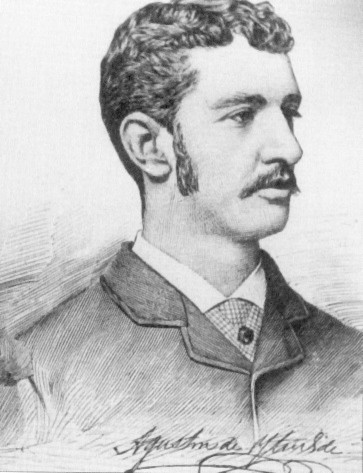
Agustín de Iturbide y Green

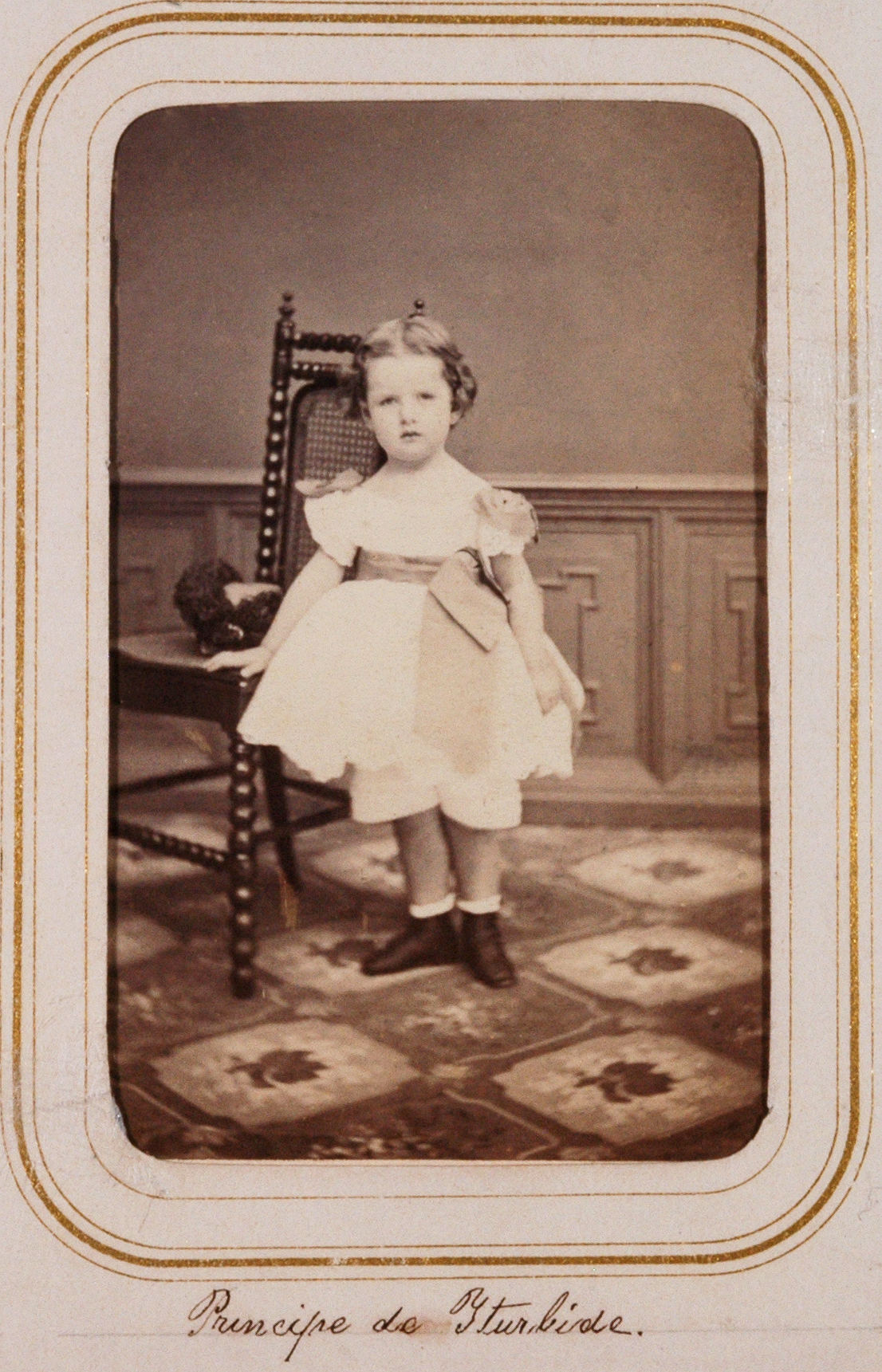
Agustín de Iturbide y Green als kind (1866)

Agustín de Iturbide y Green (Washington, 2 april 1863 - aldaar, 3 maart 1925) was de kleinzoon van Agustín de Iturbide, de eerste keizer van Mexico. Hij werd later door keizer Maximiliaan van Habsburg geadopteerd en tot troonopvolger benoemd. 
Hij was de zoon van keizer Iturbides oudste zoon Ángel de Iturbide y Huarte en Alice Green. Toen in 1863 Maximiliaan van Habsburg door de Fransen als keizer werd geïnstalleerd, werd Agustín uitgenodigd om naar Mexico te komen. Toen het duidelijk werd dat Maximiliaan en Charlotte geen kinderen konden krijgen, adopteerden ze Agustín en zijn broer Salvador de Iturbide y de Marzán. Agustín werd tevens tot troonopvolger benoemd en hij kreeg de titel Zijne Hoogheid, Prins van Iturbide.
Met de omverwerping van de monarchie in 1867 nam zijn biologische familie hem mee naar Engeland en later naar de Verenigde Staten. Toen hij volwassen werd deed hij afstand van alle troonsaanspraken, en keerde hij terug naar Mexico. Hij werd officier in het Mexicaanse leger. Nadat hij kritiek had geuit op president Porfirio Díaz, werd hij gedwongen te vluchten. Hij keerde terug naar de Verenigde Staten, waar hij professor Spaans en Frans werd aan de Georgetown University.
Hij overleed in 1925 en ligt begraven in Philadelphia (Pennsylvania).